# Hugh Padgham
Hugh Charles Padgham (Amersham, 15 febbraio 1955) è un produttore discografico britannico.

## Carriera
Nel corso della sua carriera ha collaborato con numerosi e importanti artisti del mondo rock e non solo come Genesis, Peter Gabriel, Phil Collins, XTC, The Police, Paul McCartney, The Human League, The Tragically Hip, Sting e altri.
Nell'ambito dei Grammy Awards 1985 ha vinto il premio come "produttore dell'anno", oltre a quello come album dell'anno (No Jacket Required di Phil Collins). Nel 1991 ha trionfato, sempre con Collins, nella categoria "registrazione dell'anno" (Another Day in Paradise).
Ha ricevuto diverse altre volte la nomination ai Grammy Awards in varie categorie.

## Collaborazioni
Tra gli artisti con cui ha collaborato Padgham vi sono:
- 311
- Bee Gees
- David Bowie
- Kate Bush
- Toni Childs
- Clannad
- Paula Cole
- Phil Collins
- Suzanne Vega
- Julian Cope
- Sheryl Crow
- Melissa Etheridge
- Mick Farren
- Julia Fordham
- The Fixx
- Peter Gabriel
- Genesis
- Hall & Oates
- The Human League
- I Was a Cub Scout
- Elton John
- The Lightyears
- Anni-Frid Lyngstad
- Madness
- Mansun
- Paul McCartney
- McFly
- Mike + The Mechanics
- Youssou N'Dour
- The Police
- The Psychedelic Furs
- L. Shankar
- Spandau Ballet
- Split Enz
- Sting
- Sweet
- The Tragically Hip
- Van der Graaf Generator
- Brian Wilson
- XTC
- Yes
- Frank Zappa